# Pectens (biología)

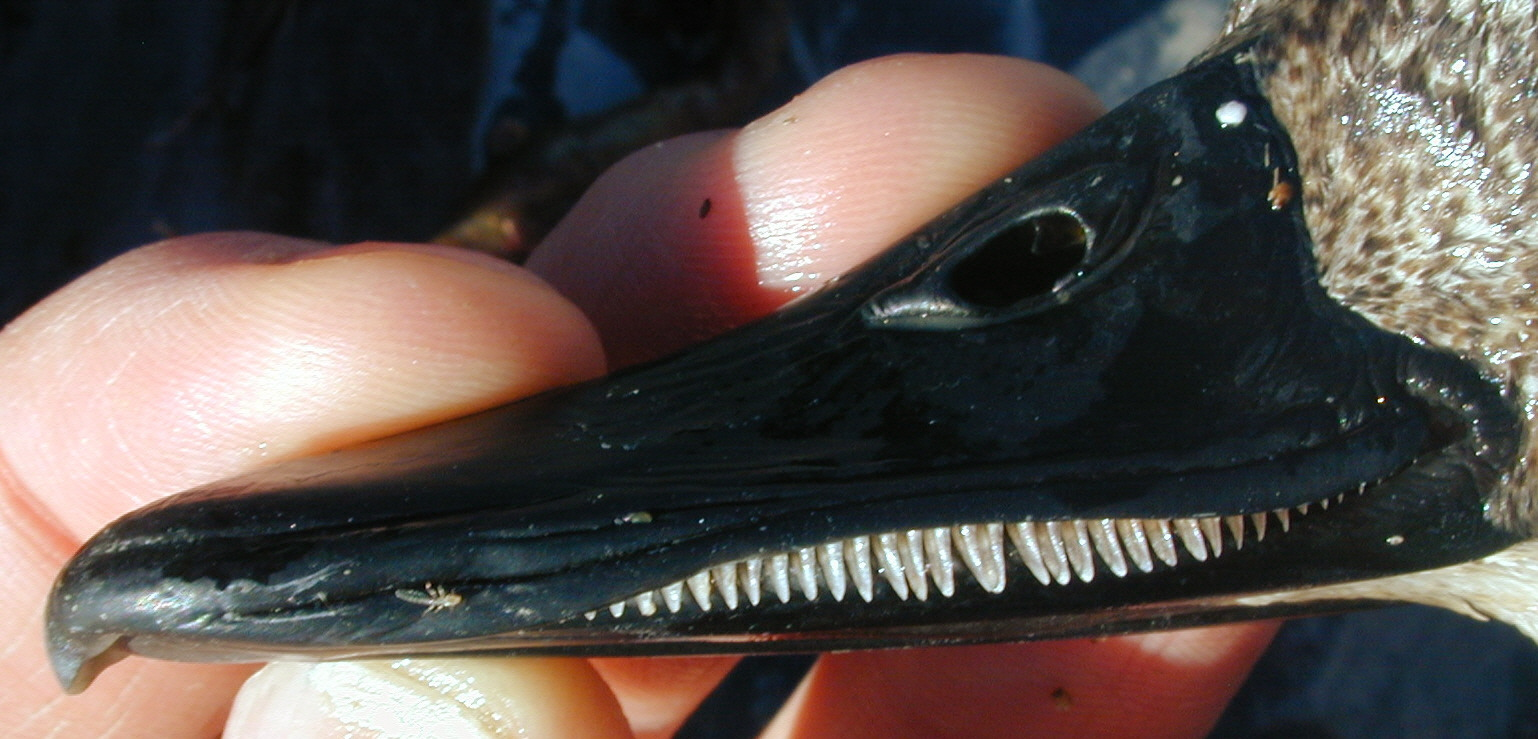
Pectens a lo largo del pico de un pato.

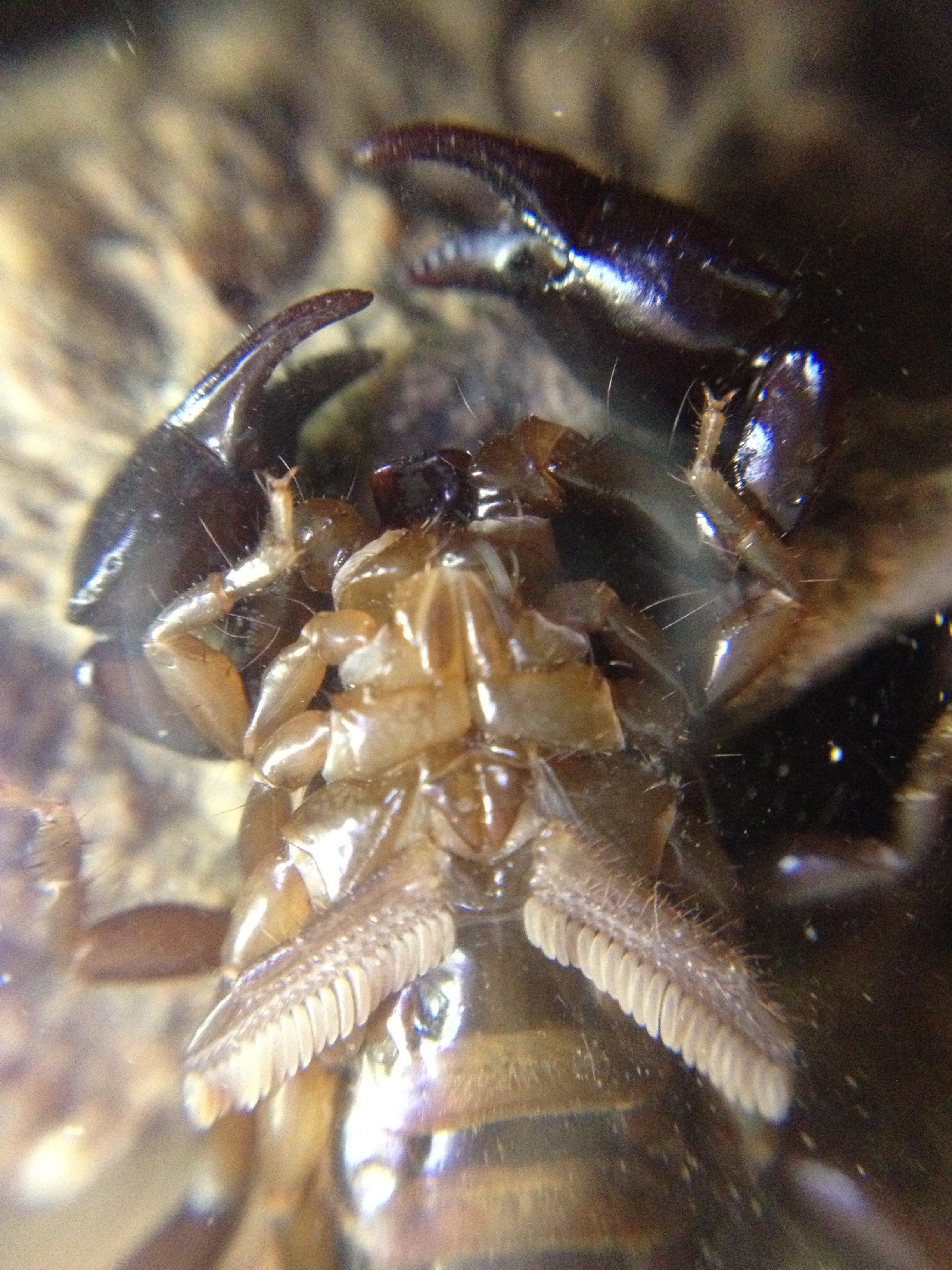
Vista ventral de una especie de escorpión no identificada en la que se pueden observar fácilmente los pectíneos. Los pectines -los órganos sensitivos- tienen la forma de V invertida en la imagen.

Un pecten (plural pectens o pectines) es una estructura parecida a un peine, ampliamente encontrada en el mundo biológico. Aunque los pectens de varios animales tienen un aspecto similar, tienen una gama variada de usos, desde el aseo y el filtrado hasta la adaptación sensorial.

## Etimología
El adjetivo pectíneo significa provisto de una estructura en forma de peine. Esta forma, afín a pecten, ya que ambas derivan del latín para peine, pectina (genitivo pectinis), se refleja en numerosos nombres científicos en formas como pectinata, pectinatus o pectinatum, o en epítetos específicos como Murex pecten. Algunos peines se denominan pectinaciones.

## Uso oral
En los patos, existen en los lados del pico y sirven tanto de colador para la comida como de peine para acicalar las plumas. Las ballenas tienen una estructura similar en forma de peine oral llamada barbas.

## Uso de la retina
El ojo de las aves también contiene una estructura llamada pecten oculi, que es una proyección en forma de peine de la retina. Se cree que mejora la nutrición de las células de la retina.

## Uso sensorial
También se encuentran en la parte inferior de los escorpiones, donde se utilizan como órganos sensoriales.